# Даглас C-74
Даглас C-74 Глоубмастер (енгл. Douglas C-74 Globemaster) је био тешки транспортни четворомоторни авион металне конструкције за превоз 125 војника или 21.840kg терета. Производила га је фирма Даглас (Douglas Aircraft Corporation) од октобра 1945. до априла 1947. године. Наследио га је Даглас  Глоубмастер .

## Пројектовање и развој
После напада на Перл Харбор и ступања САД у рат било је јасно да вођење рата на толико великом пространом ратишту као што је пацифишко бојиште, или оно у Европи, неће бити успешно без снажне транспортне авијације. Поред дотадашњих авиона, осећала се потреба за великим авионима огромне носивости и великим долетом. Почетком 1942. године Даглас је потписао уговор са америчком војском за пројектовање и производњу овако великих транспортних авиона. На бази постојећег DC-4 односно његове војне верзије C-54 Skymaster приступило се пројекту авиона Даглас C-74. Овај авион треба је да превезе 125 војника са ратном спремом, или 115 носила са рањеницима и пратећим особљем, или 20 тона терета. Од терета требало је да може да преноси џипове, хаубице од 105mm, лаке тенкове или радне машине (булдожере, грејдере, виљушкаре и слично). После вишегодишњег рада на пројекту Даглас C-74 Глобмастер је први пут полетео 5. септембра 1945. године. 

### Технички опис
Даглас C-74 Глобмастер је био једнокрилни нискокрилац, потпуно металне конструкције са конвенционалним репом, увлачећим стајним трапом типа трицикл са носном ногом и дуплираним точковима на свакој нози. На сваком крилу трапезастог облика, са заобљеним крајем, било је уграђено по два радијална ваздухом хлађена мотора Прат & Витни са четворокраком металном елисом променљивог корака. Било је направљено укупно 5 прототипова ових авиона, један прототип се срушио у току тестирања 5. августа 1946. године, други је искоришћен за детаљна статичка испитивања до разарања, а трећи је послужио као основа за конверзију у прототип новог транспортног авиона C-124 Глоубмастер II.
Уговором између Дагласа и војске САД било је предвиђена производња 50 ових авиона, међутим након капитулације Јапана, уговор је отказан тако да је направљено свега 14 примерака авиона Даглас  Глоубмастера. Након рата у Дагласу су се преоријентисали на производњу цивилних авиона али и то је тешко ишло с обзиром да је тржиште било презасићено огромним вишковима војних транспортних авиона који су конвертовани у путничке. Тек касније 1950.-тих година са захтевом за интерконтиненталним авионима пројектован је и израђен авион Даглас DC-7 који је по својим габаритима подсећао на Даглас  Глоубмастер, али је то био ново пројектован авион.

## Оперативно коришћење
Након рата обједињене су авио-транспортне службе копнене војске и морнарице САД и формиран МАТС (енгл. MATS-Military Air Transport Service), сви расположиви авиони Даглас  Глоубмастер су летели под командом МАТС-а до 1956. године када су повучени из војне службе. За време службовања у војсци овим авионима су одржаване везе између Америке и Јапан, Енглеске, Марока, Блиског истока, Кариба и служила као транспортна подршка стратешкој авијацији. Одржавајући војни саобраћај између Америке и Енглеске 18. новембра 1949. године једним авионом овог типа превезено је 103 путника и тако ушао у историју као авион који је први пут превезао више од 100 путника преко Северног Атлантика без успутног слетања.

### Берлински ваздушни мост
Током кампање Берлински ваздушни мост један авион Даглас  Глоубмастер је 17. августа 1948. године превезао пошиљку брашна тешку 20 тона. Током 6 недеља колико је учествовао овај авион је обавио 24 мисије и пренео 1.234.000 kg разних залиха. Поред залиха хране и огрева овим авионом је пребачена и опрема (тешке грађевинске машине) неопходне за изградњу аеродрома у француском делу Берлина. Она опрема која није могла да стане у C-74 је размонтирана пре транспорта па поново састављана. После 6 недеља авион је повучен са овог задатка и пребачен је да допрема моторе и резервне делове за авионе из Америке у Немачку, као логистичка подршка авионима који су одржавали Берлински ваздушни мост. Овај мост су у главном одржавали мањи авиони C-47 и C-54. Искуство у раду за Берлински ваздушни мост је показало неопходност постојања великих авиона што је допринело да се убрза рад на развоју новог транспортног авиона Даглас  Глоубмастер II.

### Корејски рат
За време Корејског рата Даглас  Глоубмастер је интензивно коришћен за транспорт. Од Хаваја до Јужне Кореје су превозили ратни материјал а у повратку су одвозили рањенике тако да су од 1. јула 1950. године ови авиони провели у ваздуху преко 7.000 сати. У току 7 месеци Даглас  Глоубмастери су превезли близу 2.500 рањеника, 550 путника и 65.000kg терета.

### Повлачење из службе
У периоду од 1946. године па до краја у војној служби C-74 су превалили преко 10 милиона километара и провели у ваздуху 31.000 сати без иједне повреде посаде или путника што доказује квалитет и поузданост ових авиона. Након војне службе преосталих 11 авиона су послати у складиште ислужених авиона. Четири од њих су продата приватном сектору и летели су након ремонта под Панамском заставом као карго авиони превозећи робу широм света. Последњи авион овог типа приземљен је 1972. године. Остали авиони овог типа из складишта Девис-Монтан АФБ су отписани 1965. године.

## Земље које су користиле овај авион
| - САД - Панама |